# Perikarion
Perikarion ali soma (grško soma - telo; perikaryos - kar je okrog jedra) je telo živčne celice (nevrona), ki vsebuje jedro in citoplazmo. Živčne celice so zaradi različne specializacije med seboj po izgledu zelo različne; njihova soma ima lahko premer od 5 mikrometrov pa do 1 milimetra pri največjih živčnih celicah sesalcev.
Celično jedro je ključna struktura perikariona, saj je vir večine celične dednine. Beljakovine, ki jih izdeluje živčna celica, se po navadi sintetizirajo na podlagi obveščevalne RNK, ki nastane v jedru. Obveščevalna RNK ne potuje po celotni živčni celici, temveč se beljakovine sintetizirajo v bližini jedra in se kasneje prenesejo v oddaljene predele celice, na primer v akson. V aksonu so prisotni mikrotubuli, po katerih se prenašajo mešički, napolnjeni s sestavinami, sintetiziranimi v perikarionu. S pomočjo tega tako imenovanega aksonskega transporta se v oddaljene predele aksona prinašajo potrebne sestavine iz some in vzdržujejo normalne funkcije celice. 
Perikarion vsebuje tudi večino sestavin, potrebnih za presnovo in regeneracijo celice: 
- endoplazemski retikulum za sintezo beljakovin,
- mitohondrije za oskrbovanje z energijo,
- Golgijev aparat je pomembnen za regeneracijo plazmaleme, odcepljanju mešičkov,
- nevrotubule, ki sodelujejo pri prenosu snovi,
- mikrofilamente, ki so krčljivi,
- lizosome za intracelularno prebavo.

Tako je perikarion središče presnove v nevronu.
Iz perikariona izraščajo različni celični izrastki:
- dendriti in
- akson.